# フジアナスタジオ まる生
フジアナスタジオ まる生（フジアナスタジオ まるなま）は、フジテレビONE（旧フジテレビ739）で放送されていたフジテレビのアナウンサーによる生放送バラエティ番組。1999年のフジテレビ739開局と同時に番組が開始し、2011年11月19日に終了。通称、まる生（まるなま）。

## 概要
フジテレビのアナウンサーが男性・女性それぞれ1名ずつMC（当番）として登場する生放送番組。第1回のMCは、佐野瑞樹と深澤里奈が務め、スタート時の番組名は「まるごと生お台場情報739.」。数年後、「まる生」と略されたものが番組名となった。なお番組名は、正確には「生」の文字が○で囲まれるほか、「フジアナスタジオ まる生2011」のように末尾に放送年の数字が付く。MCのキャスティング（まる生デスク）は軽部真一が担当している。
レギュラー放送時の放送時間は毎週土曜日の13:00〜15:00。但し、スポーツ中継など特別番組が後に控えている場合は時間の繰り上げ、又は放送時間を短縮するなどの時間調整が行われたり、放送休止となる場合もあった。特に『夜のチヨパン!』放送の翌日に当たる日はその再放送に充てられるため定期的に休止となる。2007年6月からは、アナマガ+Premium内の一コンテンツとして放送後の翌週水曜日に動画配信されており、過去2箇月分は常時視聴可能となっている。一部のコーナーおよび番組やDVDの情報を除き、全編配信されていたが、2011年8月放送分から『夜のチヨパン!』やSPを含め、配信時間は30分前後に大幅短縮された。
番組は終始スタジオから放送という形が常であるが、不定期（月に1度程度）ながら中継から番組が開始されることもあった。フジテレビ1階シアターモール、またはフジテレビ社屋内でイベントが行われている際に限り各所イベント会場からの中継という形がとられ、中継終了後は通常のスタジオからの放送となる。その他、年に数回放送されるスペシャルでは、通常のMC2人以外に主に若手アナウンサーが登場し、スタジオは勿論のことフジテレビ社屋内の各所イベント会場からの中継で番組を盛り上げる。また、フジテレビアナウンス部に在籍する早稲田大学出身アナウンサー（早稲田チーム）と慶應義塾大学出身アナウンサー（慶應チーム）による「アナウンス室早慶戦（・○○の陣!）」が設けられるなど、フジテレビアナウンサーの対決企画（VTR出演）もあった。
放送中に視聴者からのFAX・メールを募集し、番組中に送られてきたFAX・メールをMC2人が読み上げ、質問に回答するなど、トークを繰り広げる。また、稀にフジテレビアナウンス室やアナウンス室OB・OG、アナウンサーの御両親などからのFAXが届くこともある。尚、通常放送でのFAX・メールの受付締切時間は14時45分。
その後、プレゼント抽選会にて送られてきたFAX・メールの中から抽選で1枚が選ばれ、その方に「まる生プレゼント」という番組特製のプレゼント（MCのサイン入り）が当選することになっている。運悪く外れてしまった人は、翌週の土曜日12:00までに番組ホームページ内にあるプレゼント応募フォームから応募すれば、再び当選のチャンスを得ることができる。現在は、「まる生特製　水彩画セット」がプレゼントとなっており、過去にはタッパー、ペットボトル入れ、マグカップ、ステーショナリーセット、三角形のお弁当箱「おむすびっこ」、直方体の漬物容器「漬太郎」、ネイルケアセット、保温機能は無いものの軽くてとても使いやすいタンブラーなどのプレゼントが存在した。また、SPなどの特別な場合には新たにプレゼントが追加されたり、他では絶対に手に入らないアナウンサーの私物がプレゼントとして用意される。
レギュラー放送としては2011年11月19日で終了（再放送は除く）、最終回では第1回のMCを務めた佐野瑞樹が竹内友佳と共にMCを務めた。レギュラー放送終了以降は不定期の特別番組として放送されることが発表されたが、2011年12月24日放送のクリスマスSPを最後に新たな番組は制作されていない。

## テーマ曲

### オープニング
- VIVI：「JUST FOR ME」

### エンディング
- BANG!BANG!BAND!!：「Paradise2009」

## 各種コーナー
まる生○○部 !
毎回フジテレビのアナウンサーの中から共通の趣味や興味を持った者同士が集まり、それぞれオリジナルの部を開設し、月に1度のペースで活動していくレギュラーコーナー。
「おしゃべり部」
おしゃべり好きの女性アナウンサー4名（ランダム）が好き勝手に喋り尽くす部。
「ハンサム部」
男おばさんJr.の渡辺和洋・田中大貴がスタジオを飛び出し、毎回色々なことにチャレンジしながらハンサムな大人を目指していく部。
「お散歩部」
阿部知代が東京の町をのんびり散歩して、そこで出逢う様々なお店やお住まいの方々と交流をする部。後述の『夜のチヨパン!』の「ちよ散歩」から独立したコーナーとなっている。
「映画鑑賞部」
部長・中野美奈子、副部長・遠藤玲子の2人が最新映画を鑑賞し、感想を述べ合う部。2010年12月より部員・宮瀬茉祐子が加入（2011年6月29日付で他部署に異動後、2011年7月16日付退職）。
「朗読部」
2010年9月25日開始。朗読舞台「朗読Legend」の魅力を紹介する部。
「マンガ部」
2011年5月28日開始。部長・松尾翠、部員・細貝沙羅の2人がマンガによるサブカルチャーを学ぶ部。

アナたのつぶやき アナッター !!
その週のMCであるアナウンサーがそれぞれ呟きたいことを2つずつ出し合い、そこからお互いの仕事やプライベートに関するトークを展開していくレギュラーコーナー。（「アナたにクエスチョン !」の引継ぎコーナー）
男おばさんのコーナー
笠井信輔・軽部真一の2人が、新作映画やDVDなどの情報をマニアックな視点から紹介する10分間のレギュラーコーナー。
女子アナ3分間砂時計トーク～○○アナの部屋～
フジテレビの女性アナウンサーが定点カメラの前で3分間のフリートークを繰り広げるコーナーで、普段この番組でMCを務めることの少ない女性アナウンサーの出演が多く見られる。また、本コーナーでは3分間の経過を知らせる砂時計を、コーナー開始と同時にひっくり返すことが恒例となっている。
私の好きな お台場ごはん
毎回お台場にあるフジテレビのアナウンサーの行きつけ、お気に入りのお店（飲食店）を紹介するコーナー。
お台場情報コーナー
毎回あるひとつのテーマに合ったオススメのお店や施設などを男性、女性それぞれの目線から紹介するコーナー。
お台場なんでもBEST3
毎回お台場にあるひとつの店をピックアップし、その店の人気アイテムをランキング形式で紹介するコーナー。（「お台場土産 ! 」の引継ぎコーナー）
まる生アルバム
その週のMCであるアナウンサーが、他では見ることのできないプライベート写真を紹介するコーナー。
じぶんテレビ
フジテレビのアナウンサーが、自分の趣味を紹介したり近況を報告したりする数分間のコーナー。主にベテランのアナウンサーや趣味をとことん紹介したいというマニアックな一面を持ったアナウンサーの出演が殆どである。
まる生チャレンジ○○フォトグラフ !
番組PRを兼ねて行われる夏SPの恒例企画で、新人アナウンサーの登竜門的チャレンジコーナー。2011年は行われていない。
まる生チャレンジ0to51完全制覇フォトグラフ ! （2010年8月7日）
フジテレビ開局51周年を記念してお台場を訪れた0歳～51歳の方と一緒に写真を撮り、全52枚の写真を集める企画。
山﨑夕貴 - 52枚 完全制覇
まる生チャレンジ全名制覇フォトグラフ ! （2009年8月8日）
お台場を訪れた「あ」～「ん」で始まる名前の方と一緒に写真を撮り、全46枚の写真を集める企画。
立本信吾・松村未央 - 35枚

まる生チャレンジ全国制覇フォトグラフ （2002～2008年）
毎年、夏SPの際に番組PRを兼ねて行われる恒例企画で、その年の新人アナウンサー1名（複数もある）が全国47都道府県からお台場を訪れている方々と一緒に写真を撮り、1都道府県につき1枚、全47枚の写真を集めることを最終目的とする新人アナウンサーの登竜門的チャレンジコーナー。
- 過去の成績（担当アナウンサー・オンエア日・記録・未達成都道府県）
  - 第1回 - 相川梨絵（2002年5月4日）
36都道府県（秋田県・富山県・岐阜県・福井県・奈良県・広島県・香川県・徳島県・佐賀県・大分県・鹿児島県）
  - 第2回 - 中村仁美（2002年8月17日）
40都道府県（石川県・鳥取県・島根県・山口県・香川県・佐賀県・大分県）
  - 第3回 - 石本沙織（2003年8月16日）
41都道府県（青森県・岡山県・島根県・山口県・大分県・長崎県）
  - 第4回 - 長野翼（2004年5月1日）
40都道府県（富山県・福井県・鳥取県・徳島県・高知県・福岡県・大分県）
  - 第5回 - 斉藤舞子・高橋真麻（2004年8月7日）
41都道府県（和歌山県・鳥取県・香川県・高知県・佐賀県・大分県）
  - 第6回 - 宮瀬茉祐子（2005年8月20日）
41都道府県（福井県・和歌山県・香川県・高知県・佐賀県・長崎県）
  - 第7回 - 松尾翠（2006年12月23日）※雷雨中止の初挑戦（2006年8月12日）の記録は8都道府県。
43都道府県（富山県・福井県・大分県・長崎県）
  - 第8回 - 大島由香里（2007年8月11日）
44都道府県（和歌山県・香川県・高知県）
  - 第9回 - 椿原慶子（2008年8月2日）※お台場冒険王終了に伴い、本企画も今回をもって終了
47都道府県　完全制覇

BANG ! BANG ! BAND !! （2009年4月～10月）
フジテレビアナウンサーによる新バンドの結成から番組エンディングテーマの制作までの道のりを追った長期企画。メンバーは、ヴォーカル兼作詞・石本沙織、ギター・田淵裕章、ベース・森昭一郎、キーボード・加藤綾子、ドラム兼作曲・奥寺健の5名。活動の様子はアナマガ+Premiumでも動画配信されており、番組未公開の映像を見ることができる。2009年9月19日の放送でタイトルが「Paradise 2009」に決定し、同年10月3日の放送で初披露。同日より番組のエンディングテーマとして使用されている。現在、フジテレビ携帯サイトにて着うた・着うたフルが有料配信中。
男おばさんJr.のコーナー （2007年9月～2010年4月）
渡辺和洋・田中大貴の2人がひたすら喋る10分間。世界遺産を愛する田中大貴が毎回オススメの世界遺産を紹介する「寝ても醒めても世界遺産」、そして趣味を持たない渡辺和洋が新たな趣味を見つけるまでの模様を紹介していく「No HOBBY,No LIFE.」、これら2つのコーナーからなるコーナー。現在は「ハンサム部」として引き続き活動中。

## 番組プログラム
- 13:00～　　　開始
　　　　　各種コーナー(1)
　　　　　FAX・メール紹介
　　　　　各種コーナー(2)
　　　　　FAX・メール紹介
　　　　　各種コーナー(3)
　　　　　FAX・メール紹介
　　　　　プレゼント抽選会
　　　　　天気情報
- ～14:57　　　終了

※各種コーナーの(1), (2), (3) はその週によって内容・構成が変更され、場合によってはコーナーが増えることもある。また、番組中にはフジテレビに関する情報VTRがランダムに流される。（フジテレビONE・TWO・NEXTの番組情報、イベント・DVD情報など）

## まる生プレゼンツ 夜のチヨパン!
まる生プレゼンツ 夜のチヨパン!（まるなまプレゼンツ よるのチヨパン）は2009年11月20日からフジテレビONEでプロ野球オフシーズンの毎月1回第3週金曜日23：00-24：47（本来は『プロ野球ニュース』を放送している時間帯）に生放送。MCは阿部知代と斉藤舞子。
まる生と同じ、FAX・メールは常時受け付けられており、番組内に送られてきたFAX・メールは阿部知代と斉藤舞子2人によって読み上げられ、時間一杯まで読まれることになっている。その後、プレゼント抽選会にて送られてきたFAX・メールの中から抽選で1枚が選ばれ、その方にプレゼントすることになっている。
「まる生プレゼンツ　夜のチヨパン!」は、基本的に毎月1回、第3週金曜日に放送される。再放送もあり、本家「まる生」が生放送する翌土曜日13：00-14：50に「夜のチヨパン!」が再放送する場合、本家の「まる生」は放送休止となる。まる生と同様、放送した翌週にはまる生のホームページにて「先週のプレイBACK」や「先週の余談」が更新され、アナマガ+Premium内の一コンテンツとして放送後の翌週水曜日に短縮版にて動画配信されており、過去2箇月分は常時視聴可能となっている。一部のコーナーおよび番組やDVDの情報を除き、全編配信されていたが、2011年8月放送分から『夜のチヨパン!』やSPを含め、配信時間は30分前後に大幅短縮された。

2010年11月19日から第2シーズンがスタート。第2シーズンの最終回にあたる2011年3月分は本来3月18日に放送する予定だったが、東北地方太平洋沖地震に伴う番組スケジュールの調整で、3月26日19:00～20:50に放送された。
基本的に冬季に放送される番組であるが、阿部と斉藤の「夏にやりたい」との希望により、2011年8月19日20:00～21:50に特別企画として『まる生プレゼンツ　真夏の夜のチヨパン!』が放送された。

### 「夜のチヨパン!」コーナー
コーナー進行時には、毎回脚を組んで投げキッスをするポーズをしてからコーナーに入る。
アナウンサー私服チェック
普段、なかなか見ることができないアナウンサーの私服を阿部知代がチェックするコーナー。
ちよ散歩
阿部知代が東京の町をのんびり散歩して、そこで出逢う様々なお店やお住まいの方々と交流をするコーナー。テレビ朝日『ちい散歩』のパロディー。本家のまる生では、月1回「まる生お散歩部」として放送。放送2年目（2010年11月19日～）からは阿部より後輩の若い男性アナウンサーを連れて散歩をすることとなった。このコーナー及び「まる生お散歩部」で放送したものは再編集され、｢ちよ散歩」としてフジテレビONE・TWO・NEXTで放送されている。「夜のチヨパン」では阿部が生で解説を行うが、「まる生お散歩部」ならびに独立番組としての「ちよ散歩」では渡辺和洋がナレーションを行う。
散歩箇所
- 太字回は「夜のチヨパン!」内で、細字回は「まる生お散歩部」で初回放送
- 第1回 亀戸
- 第2回 根津・千駄木
- 第3回 北千住
- 第4回 かっぱ橋
- 第5回 麻布十番（斉藤舞子が同行）
- 第6回 柴又
- 第7回 両国
- 第8回 門前仲町
- 第9回 人形町
- 第10回 佃
- 第11回 三ノ輪
- 第12回 神田
- 第13回 河田町（谷岡慎一が同行）
- 第14回 築地（榎並大二郎が同行）
- 第15回 神楽坂（立本信吾が同行）
- 第16回 本郷･湯島（桜庭亮平が同行）
- 第17回 鎌倉・江の島
- 第18回 入谷（『真夏の夜のチヨパン!』で放送。現在の最新回）

ようこそいらっしゃいました
毎回スペシャルゲストをお迎えし、“知代目線”で根掘り葉掘りお話を伺っていく、大人のトークコーナー
今夜もごちそう！チン♪チン♪レシピ
スタジオで作れる電子レンジを使ったおいしい簡単レシピを2人が実演&試食をする生クッキングのコーナー。
舞子の　美フレッシュ!
斉藤舞子による「二日酔い」「疲れが抜けない」という方必見の、ちょっとした時間でできる“効果てきめんリフレッシュ（美容）法をレクチャーするコーナー。
マシーナ姫のHAPPYうらない
フジテレビONE・TWOで放送されていた「癒しマシーナ♪HAPPYうらない」に出演しているタロット占い師・マシーナ姫による“1箇月をハッピーに過ごすための占い”のコーナー。誕生月毎に紹介し、ハッピーに過ごすためのワンポイントアドバイスをVTRで紹介する。斉藤舞子が生でナレーションを行っている。

#### 2009年度にあったコーナー
お姉さまが答えてあ・げ・る
仕事や家庭、恋愛などお悩みを抱える視聴者と生電話をつないで、阿部知代がズバリ答えるコーナー。
C.I.A
芸術や美術が大好きな阿部知代アナウンサーが、アートの素晴らしさとそれを生み出したアーティストを皆様に紹介していくコーナー。「チヨズ・インタラスティング・アーティスト」の略。
何でもランキング
阿部知代と斉藤舞子が毎回気になるものを独断と偏見でベスト3を発表・紹介していくコーナー。
K.G.B
斉藤舞子によるコーナーで、寝る前にできる簡単な運動やエクササイズで、より美しく、より健康になろうというコーナー。「今夜も・ガッツリ・ビューティー」の略。

### 「夜のチヨパン!」でのエピソード
- 2009年11月20日放送分の「お姉さまが答えてあ・げ・る」コーナーで悩み相談の相談者が立本信吾と知った阿部知代と斉藤舞子は顎然していた。ちなみに立本信吾は2009年11月14日の「まる生」で「阿部知代さんに相談したい」と言っていた。

### 「夜のチヨパン!」のゲスト
2009年度
- 第1回 リオー・スシャール
- 第2回 早乙女太一
- 第3回 深沢敦
- 第4回 アンガールズ
- 第5回 ベリッシモ・フランチェスコ

2010年度
- 第1回（2010年11月19日） 杉浦太陽
- 第2回（2010年12月17日） 我が家
- 第3回（2011年1月21日） 神田瀧夢
- 第4回（2011年2月18日） ベリッシモ・フランチェスコ、有坂翔太、寺田真二郎
- 第5回（2011年3月26日） 神田瀧夢、伊藤高史